# 德普塔杜伊拉普安皮涅鲁
德普塔杜伊拉普安皮涅鲁是巴西塞阿拉州的一个市镇。总面积470.421平方公里，总人口9068人，人口密度19.3人/平方公里。